# Joaquín Ruiz Mendoza
Joaquín Ruiz Mendoza (Melilla, 1915 -  Valencia, 2003) fue un abogado y político socialista español.

## Biografía
Estudió el bachillerato en el Colegio de Doctrina Cristiana y en el Instituto de Melilla, licenciándose en Derecho por la Facultad de Valencia.
En 1933 ingresó en las Juventudes Socialistas de España, incorporándose al año siguiente al PSOE. En 1936 es nombrado miembro de la Federación Provincial de Juventudes. Durante la guerra civil española fue designado comisario político, razón por la que en 1939 fue condenado a 20 años de prisión. En 1943 fue indultado; pero sometido a depuración no pudo ejercer su profesión de abogado hasta 1947. Por su intento de reorganizar el PSOE en Valencia, en 1945 fue detenido durante tres meses.
El 28 de mayo de 1970 dio su apoyo a una carta dirigida al Secretario de Estado norteamericano William P. Rogers y a Gregorio López Bravo, por la que fue multado el 15 de junio de 1970 por decreto del Ministro de Gobernación, junto con los otros 114 políticos que la firmaron.
En las elecciones generales de 1977 fue elegido diputado por PSOE por la provincia de Valencia formando parte de la legislatura constituyente siendo vocal de la Comisión de la Constitución.
Posteriormente fue elegido senador por el PSPV-PSOE en las elecciones generales 1982, 1986, 1989 y 1993. En dicha cámara presidió la Comisión de Justicia. Desde 1979 a 1982 fue concejal del ayuntamiento de Valencia.
Ha colaborado con la prensa regional, publicando artículos de carácter político. Jurista de reconocido prestigio fue miembro de la Academia Valenciana de Jurisprudencia y Legislación. En el año 2002 la Asociación Valenciana de Juristas Demócratas le concedió su premio anual por su compromiso con la defensa de las libertades y su constante trayectoria progresista.